# Bečka konvencija o diplomatskim odnosima
Bečka konvencija o diplomatskim odnosima usvojena je 14. travnja 1961. na Konferenciji Ujedinjenih naroda od diplomatskim odnosima i imunitetima, koja se održala u Neue Hofburgu u Beču, Austrija, od 2. ožujka do 14. travnja 1961. Konferencija je također usvojila Fakultativni protokol o stjecanju državljanstva, Fakultativnu protokol o obveznom rješavanju sporova, Završni akta s dodatkom četiri rezolucije. Konvencija je međunarodni ugovor kojim je kodificiran najvažniji dio do tada postojećeg običajnog diplomatskog prava, uz neke novije dispozicije. U njoj su sadržane odredbe o pravima i obvezama države primateljice i države šiljateljice u pogledu stalnih diplomatskih misija dvostranog karaktera, imuniteta i privilegija članova diplomatske misije, administrativnog i tehničkog osoblja.
Konvencija je stupila na snagu 24. travnja 1964., a početkom 2011. godine, odnosno 50 godina od njezinog usvajanja, 187 država stranke su Konvencije.

## Vanjske poveznice
- Bečka konvencija o diplomatskim odnosima (Narodne novine-međunarodni ugovori, broj 4/2017)